# Mullinville
Mullinville è una città degli Stati Uniti d'America, nella contea di Kiowa, nello Stato del Kansas.